# Az iszlám Magyarországon
Az iszlám Magyarországon már a honfoglalás korától jelen van. A 2022-es népszámlálás a magyarországi muszlim hívők létszámát megközelítőleg 8 ezer főre mérte. A muszlim hívekre az évszázadok alatt számos kifejezést használtak a magyar nyelvben, néhány közülük az izmaelita, a böszörmény, a muzulmán, illetve a mohamedán vagy mohammedán.

## Történelem

### Középkor
Már az Árpád-ház uralkodása idején éltek muszlimok az országban, akiket izmaelitáknak neveztek és kereskedelemmel foglalkoztak. Szent László dekrétumban tiltotta meg, hogy a kikeresztelkedett muszlimok visszatérjenek eredeti vallásukhoz.
Könyves Kálmán több dekrétumában is szabályozta a magyarországi muszlimokat. Elrendelte, hogy a tartózkodjanak a vallási szokásaiktól, például a ramadáni böjtöléstől, illetve hogy egyenek sertéshúst, és vendégeiket is csak azzal kínálják. Ezen felül arra utasította a lakosságot, hogy aki ezen tilalmak megszegésén éri a muszlimokat, vádolja be őket és jutalmul részesüljön javaikból.
Kálmán király arra is utasította a muszlimok által lakott falvakat, hogy térjenek át a kereszténységre és építsenek templomot, illetve az izmaelita muszlim nőket magyar, keresztény férfiakhoz adják feleségül, asszimilációjukat elősegítendő. A muszlim közösségek, mint a böszörmények, kálizok így eltűntek – részben beolvadtak a keresztények közé.
Míg a korábbi királyi dekrétumok az iszlám vallás gyakorlását voltak hivatottak tiltani, az 1222. évi XXIV. törvénycikk ezen túllépve már adott tisztségek viselésétől eltiltotta a muszlimokat, akik attól kezdve nem lehettek pénzváltó kamaraispánok, sókamarások, illetve vámosok.

### Újkor
A török invázió és megszállás tovább fokozta az iszlámellenességet a Magyar Királyságban, ugyanakkor a muszlimok szankcionálása gyakran kéz a kézben járt a zsidóság ellen hozott intézkedésekkel. Nem véletlen tehát, hogy az 1568-as tordai országgyűlésen kimondott vallásszabadsági nyilatkozat csak a nyugati kereszténység bevett vallásnak (recepta religio) tekintett felekezeteire korlátozódott – még a görögkeleti egyházat is csak megtűrtként tekintettek –, az idegennek tekintett vallásokra, így az iszlámra és a zsidó vallásra nem. Különösnek hathat, hogy a vallási ellentétek dacára az ország három részre szakadásakor a Királyi Magyarországról kiűzött zsidók a török hódoltság területén toleranciát élveztek a megszállók részéről.

### 20. század
Az iszlám csak közel ezer év után, az 1916. évi XVII. törvénycikk révén lett elfogadott vallás Magyarországon. 1931-ben létrejött a magyar muszlimokat tömörítő Gül Babáról Elnevezett Magyar Mohamedán Egyházközség. E korai iszlám közösségnek volt a kulturális főtitkára Germanus Gyula. 1949-től felszámolták a vallási összejöveteleket. A Kádár-rendszerben a külföldi muszlim diákok megtarthatták imáikat. Erre a célra jött létre a Muszlim Diákok Egyesülete, amely Budapesten a Zsombolyai utcában tartott fenn mecsetet. A hatóság emberei igyekeztek tőlük távol tartani az 1970-es évektől áttérő magyar muszlimokat. Ekkor lett muszlim Mihálffy Balázs, aki az első olyan magyar muszlim, aki lefordította a Koránt.
A Magyar Iszlám Közösséget 1988 augusztusában jegyezték be húsz taggal. Miután az iszlám vallást elismerő 1916. évi XVII. törvénycikket nem érvénytelenítették, ezért nem új közösség alakult, hanem az Állami Egyházügyi Hivatal elismerte a jogfolytonosságot.
Az elmúlt években a Magyar Iszlám Közösségnek számos imaháza volt. Imádkoztak Budapesten a Mikó utcában, a Teréz körúton, s számos más helyen. 1988-tól a magyar muszlimok száma folyamatosan gyarapodott, ami az iszlám vallásra történő áttérésekből adódott. 1996 végén a birtokukba került a Budapest XIII. kerület Róbert Károly körút 104. szám alatt lévő ingatlan, amely régen gyógyszertárként üzemelt. Ezt az ingatlant felújították, s ma is ez a Magyar Iszlám Közösség központja.
A 2011. évi CCVI. törvény a Magyar Iszlám Közösséget nem vette egyházi státuszba, de az országgyűlés 2012. február 27-én megszavazta, majd a 2012. március 1-jétől hatályos 2012. évi VII. törvény a Magyarországi Muszlimok Egyházával együtt közösen létrehozott Magyarországi Iszlám Tanács égisze alatt külön is nevesítette a két egyházat.

## Vallási élet
Jelenleg aktívan működő magyarországi mecsetek és dzsámik:
- Budapest Mecset, Budapest XI. kerülete
- Jakováli Hasszán dzsámija, Pécs
- Gázi Kászim pasa dzsámija, Pécs
- Malkocs bég dzsámija, Siklós

Történelmi épületek:
- Özicseli Hadzsi Ibrahim-dzsámi, Esztergom (múzeumként, kiállítótérként működik)
- Orta dzsámi (elpusztult)
- Oszmán bej dzsámi (elpusztult)
- Ferhád pasa dzsámija, Pécs (elpusztult)

## Oktatás
Az Eötvös Loránd Tudományegyetem Bölcsészettudományi Karon iszlám tanulmányok mesterképzés hallgatható.

## Nevezetes magyar muszlimok
- Al-Gharati Magyed
- Bangya János
- Bolek Zoltán
- Gaal Gusztáv
- Germanus Gyula
- Horthy István (Sharif)
- Kálazdy Mór
- Kuné Gyula
- Magyarosi Árpád
- Rózsa-Flores Eduardo
- Schneider Antal
- Sulok Zoltán
- Török Marianna